# Теплоизоляция
Теплоизоляция («тепловая изоляция») — элементы конструкции, уменьшающие процесс теплопередачи и выполняющие роль основного термического сопротивления в конструкции. Термин также может означать материалы для выполнения таких элементов или комплекс мероприятий по их устройству.
Теплоизоляция применяется для уменьшения теплопередачи всюду, где необходимо поддерживать заданную температуру, например:
- В строительстве теплоизоляция применяется для внутреннего и внешнего изолирования наружных стен зданий, кровель, полов и т. д. Благодаря этому снижается расход энергии на отопление или охлаждение, кондиционирование.
- В производстве одежды и обуви. Благодаря теплоизолирующим свойствам одежды человек может без активного движения долгое время пребывать на открытом воздухе в сильный холод или в холодной воде.
- В корпусах или ограждающих конструкциях холодильного оборудования, печей. Благодаря теплоизоляции возможно значительно снизить затраты энергии на поддержание требуемой температуры внутри.
- Трубопроводы теплотрасс окружают теплоизоляцией для уменьшения охлаждения или нагрева передаваемого теплоносителя. Защищают от коррозии. Теплоизоляция обладает пароизолирующими (не всегда) и шумозащитными свойствами.
- Изоляция емкостей, резервуаров, бойлеров.
- Изоляция трубопроводной арматуры, где применяются съёмные теплоизоляционные конструкции.

## Классификация тепловой изоляции
Классификация по принципу нормирования
- Строительная тепловая изоляция — тепловая изоляция ограждающих конструкций (стен, полов, крыш, межэтажное перекрытие и т. д.);
- Техническая тепловая изоляция — тепловая изоляция оборудования и трубопроводов. Основной документ, регламентирующий применение технической тепловой изоляции на территории РФ — Свод правил — СП 61.13330.2012 «Тепловая изоляция оборудования и трубопроводов»;
- Специальная тепловая изоляция —   экранно-вакуумная теплоизоляция, отражающая тепловая изоляция и т. д.

Классификация по ГОСТ 16381-77 «Материалы и изделия строительные теплоизоляционные»
Материалы и изделия подразделяются по следующим основным признакам:
- По виду основного исходного сырья — неорганические, органические;
- По структуре — волокнистые, ячеистые, зернистые (сыпучие);
- По форме — рыхлые (вата, перлит и др.), плоские (плиты, маты, войлок и др.), фасонные (цилиндры, полуцилиндры, сегменты и др.), шнуровые.
- По возгораемости (горючести) — несгораемые, трудносгораемые, сгораемые[1].

## Основные типы теплоизоляции
На практике по виду исходного сырья теплоизоляционные материалы принято делить на три вида:
- Органические — получаемые с использованием органических веществ. Это, прежде всего, разнообразные полимеры (например, пенополистирол, вспененный полиэтилен (НПЭ, ППЭ) и изделия на его основе (в том числе отражающая теплоизоляция). Такие теплоизоляционные материалы изготавливают с объёмной массой от 10 до 100 кг/м3. Главный их недостаток — низкая огнестойкость, поэтому их применяют обычно при температурах не выше 90 °C, а также при дополнительной конструктивной защите негорючими материалами (штукатурные фасады, трехслойные панели, стены с облицовкой, облицовки с ГКЛ и т. п.). Также в качестве органических изолирующих материалов используют переработанную неделовую древесину и отходы деревообработки (древесно-волокнистые плиты, ДВП, и древесностружечные плиты, ДСП), целлюлозу в виде макулатурной бумаги (утеплитель эковата), сельскохозяйственные отходы (соломит, камышит и др.), торф (торфоплиты) и т. д. Эти теплоизоляционные материалы, как правило, отличаются низкой водо-, биостойкостью, а также подвержены разложению и используются в строительстве реже.
- Неорганические — минеральная вата и изделия из неё (например, минераловатные плиты), монолитный пенобетон и ячеистый бетон (газобетон и газосиликат), пеностекло, стеклянное волокно, изделия из вспученного перлита, вермикулита, сотопласты и др. Изделия из минеральной ваты получают переработкой расплавов горных пород или металлургических шлаков в стекловидное волокно. Объёмная масса изделий из минеральной ваты 35—350 кг/м3. Теплопроводность минеральной ваты находится в диапазонах 0,035-0,040 Вт/м*К и сильно зависит от плотности материала. В процессе эксплуатации происходит увеличение теплопроводности в среднем на 50 % за 3 года вследствие проникновения влаги. Паропроницаемость (υ-фактор сопротивления диффузии водяного пара) равна 1 при отсутствии пароизоляционного слоя. Так же при площади отверстий в пароизоляционном слое более 0,2 мм2 на м2. Характерная особенность — низкие прочностные характеристики и повышенное водопоглощение, поэтому применение данных материалов ограничено и требует специальных методик установки. При производстве современных теплоизоляционных минераловатных изделий (ТИМ) производится гидрофобизация волокна, что позволяет снизить водопоглощение в процессе транспортировки и монтажа ТИМ.
- Смешанные — используемые в качестве монтажных, изготовляют на основе асбеста (асбестовый картон, асбестовая бумага, асбестовый войлок), смесей асбеста и минеральных вяжущих веществ (асбестодиатомовые, асбестотрепельные, асбестоизвестковокремнезёмистые, асбестоцементные изделия) и на основе вспученных горных пород (вермикулита, перлита).

Показатели теплопроводимости пенобетона плотностью 150 кг/м3, изготовленного на цементе марки М500Д0, песка 5-й фракции, пенообразователя Foamin C и воды в сравнении с ППУ изоляцией, указаны в таблице № 1:
Теплопотери теплоизолированных труб, Кал/час на 1 п.м.
| Диаметр, мм | Пенополиуретан | Пенобетон |
| ----------- | -------------- | --------- |
| 57          | 27,7           | 23,5      |
| 89          | 35,9           | 28,5      |
| 108         | 41,5           | 30,7      |
| 159         | 46,9           | 44,9      |
| 219         | 59,9           | 46,9      |

Основные виды применяемой теплоизоляции:
- монолитный пенобетон (плотностью до 300 кг/м3)
- минераловатные изделия в виде матов, плит, скорлуп, цилиндров и т. п. (каменная и стеклянная вата)
- пенополистирол (вспененный и экструдированный)
- пенополиуретан
- полиизоцианурат (PIR)
- эковата
- вспененный каучук
- вспененный полиэтилен (НПЭ, ППЭ)
- вакуумная теплоизоляция
- жидкая теплоизоляция

## Промышленная теплоизоляция
Под промышленной теплоизоляцией чаще всего подразумевается теплоизоляция трубопроводов, емкостей, резервуаров и оборудования. Термоизоляцию трубопроводов и емкостей проводят с целью предотвращения охлаждения жидкости, находящейся в трубах, или во избежание образования конденсата на оборудовании. В случае, когда тепловые потери не важны, теплоизоляцию монтируют для соблюдения техники безопасности, например, для того, чтобы защитить обслуживающий персонал от ожогов. В настоящее время в связи с ростом стоимости энергоносителей тепловые потери стараются свести к минимуму, поэтому все чаще системы теплоизоляции включаются в комплекс средств для достижения энергоэффективности.
В промышленности к термоизоляции предъявляются повышенные требования, особенно к устойчивости материалов к рекордно высоким или, напротив, рекордно низким температурам (криогенное оборудование). На этапе разработки проекта промышленного объекта выбирается термоизоляционный материал. Сейчас проектировщики в промышленности, особенно на опасно-производственных объектах, предпочитают использовать негорючие материалы (класс НГ).
Многие традиционные теплоизоляционные материалы обрабатываются специальными пропитками для того, чтобы повысить их безопасность и снизить интенсивность горения (например, антипирены для сильно горючих материалов, таких как пенополистирол и пенополиуретан), но применение антиперенов не позволяет горючим материалам стать негорючими, а также может привести к образованию поверхностной коррозии технологического оборудования.

## Теплоизоляция стен
Теплоизоляция стены выполняется следующими способами:
- Навесной вентилируемый фасад с применением теплоизоляции (приемлемого класса пожарной безопасности)
- Тонкослойная штукатурка фасадов по теплоизоляционному материалу (мокрый фасад, СФТК)
- Трехслойная конструкция стен (трехслойная, слоистая или колодцевая кладка, сэндвич-панели клееные или сборные, трехслойные ж/б стеновые панели).
- Теплоизоляция методом нанесения пенополиуретановой пены
- Укладка теплоизоляционных плит между стойками каркасных домов (с металлическим или деревянным каркасом) с последующей отделкой облицовочными панелями

В гражданских зданиях с точки зрения теплофизики наиболее эффективно применять теплоизоляцию снаружи, так как в этом случае несущая конструкция стены находится всегда в зоне положительных температур и оптимальной влажности. Возможно применение теплоизоляции изнутри здания, но при этом варианте необходимо проводить расчет по влажностному режиму на необходимость слоя пароизоляции и только в исключительных случаях, когда невозможно изменить фасад здания по тем или иным соображениям (здание имеет высокую архитектурную и художественную ценность и т. д.)

## Материалы для изготовления теплоизоляции
Для изготовления теплоизоляции, препятствующей теплопроводности, используют материалы, имеющие очень низкий коэффициент теплопроводности, — теплоизоляторы. В случаях, когда теплоизоляция применяется для удержания тепла внутри изолируемого объекта, такие материалы могут называться утеплителями. Теплоизоляторы отличаются неоднородной структурой и высокой пористостью.
На сегодняшний день теплоизоляционные материалы на основе аэрогелей обладают самыми низкими коэффициентами теплопроводности (0,017 — 0,21 Вт/(м•K)).